# Tibblevallen
Tibblevallen är en sportanläggning i Tibble, Täby kommun, i Stockholms län. På idrottsplatsen finns en större friidrottsanläggning som är hemmaarena för friidrottsklubben Täby IS, samt fotbollsklubben Täby FK. Bredvid friidrottsanläggningen finns även en 11-manna fotbollsplan med konstgräs.